# Sturkö
Sturkö es una isla y una localidad situada en el municipio de Karlskrona, condado de Blekinge, en la provincia del mismo nombre, en el país europeo de Suecia, que posee unos 1264 habitantes según datos del año 2010. Alcanza una superficie de 5,78 kilómetros cuadrados. Geográficamente se encuentra en el mar Báltico, en las cercanías de la localidad de Karlskrona. 
Hoy en día, la isla está conectada a tierra firme por un puente, en un recorrido que toma unos 25 minutos.